# Henri Hymans
Henri Hymans, född den 8 augusti 1836 i Antwerpen, död den 23 januari 1912 i Bryssel, var en belgisk konstlärd. Han var bror till Louis Hymans och farbror till Paul Hymans.
Hymans ägnade sig först åt litografiskt konstnärskap och därefter åt bibliografiskt författarskap. Han blev 1879 professor i estetik och litteratur vid Antwerpens konstakademi, 1891 direktör för konstavdelningen vid Belgiska akademien och 1904 chefkonservator för kungliga biblioteket. 
Hymans fick sin berömmelse genom ett arbeten om Rubens och kopparstickarna av hans skola, Histoire de la gravure dans l'école de Rubens (1879). Han utgav en bok om samtidens konst, Le réalisme, son influence sur la peinture contemporaine (1884), en bok om 1800-talets belgiska konst, Belgische Kunst des 19. Jahrhunderts (1908) samt en monografi över Antonio Moro (1910). Han skrev även gedigna artiklar i facktidskrifter.